# Tazzjana Karatkewitsch

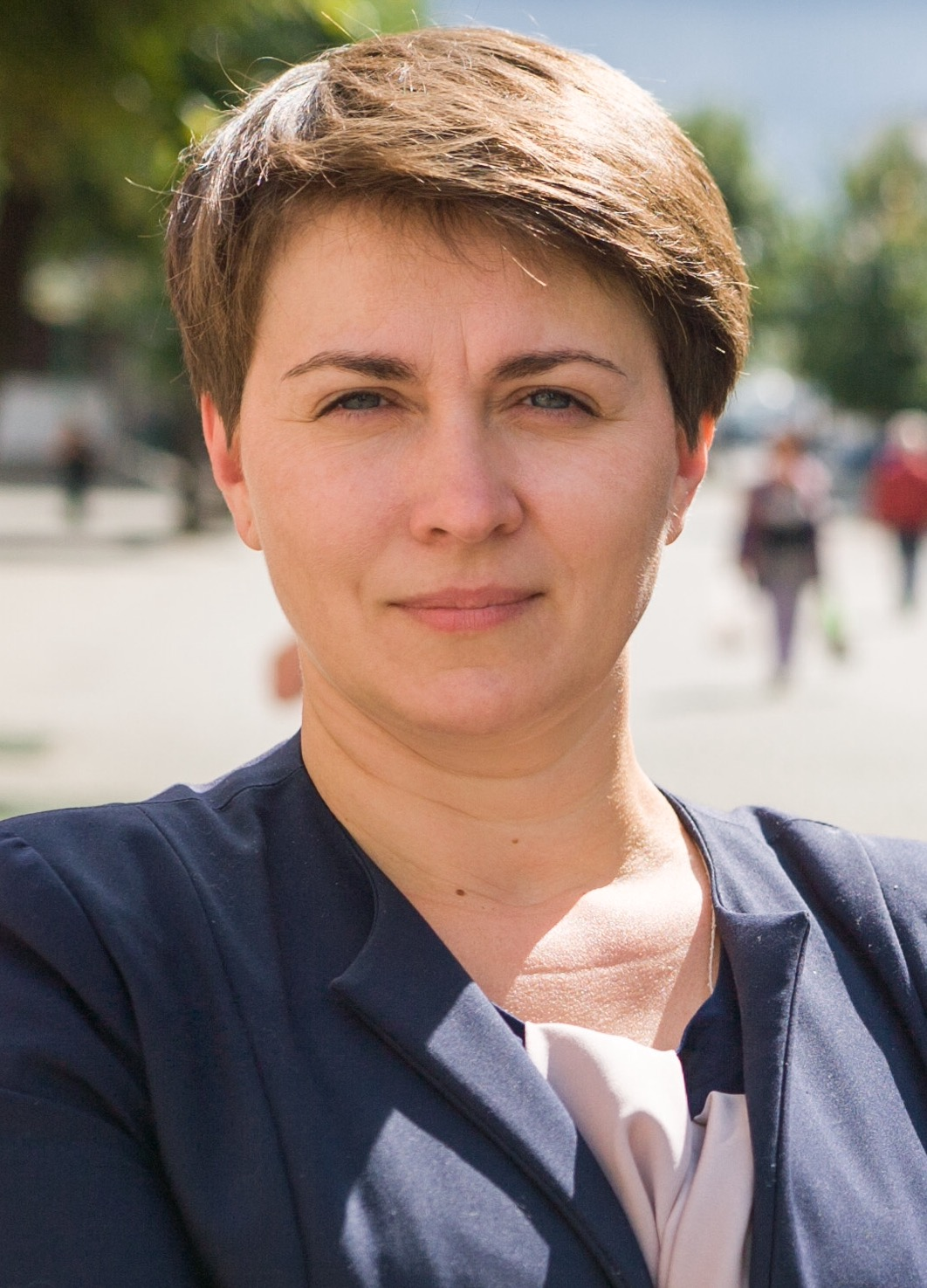
Tatsiana Karatkewitsch

Tazzjana Mikalajeuna Karatkewitsch (belarussisch Таццяна Мікалаеўна Караткевіч, russisch Татьяна Николаевна Короткевич Tatjana Nikolajewna Korotkewitsch; * 8. März 1977 in Minsk, Belarussische Sozialistische Sowjetrepublik, UdSSR) ist eine belarussische Politikerin und Psychologin. 

## Biographie
Karatkewitsch studierte Psychologie an der Belarussischen Staatlichen Pädagogischen Universität. Im Anschluss an das Studium lehrte sie 11 Jahre lang an derselben Universität. Parallel war sie im Institut für Management und Soziale Technologien der Belarussischen Staatsuniversität tätig. Hier machte sie 2012 ihren Masterabschluss.
Seit 1999 ist Karatkewitsch an sozialpolitischen Aktivitäten in Belarus beteiligt. Seit 2010 beteiligte sie sich an der Bürgerbewegung „Gowori prawdu“ („Sag die Wahrheit“), um Aljaksandr Lukaschenka bei den Präsidentschaftswahlen herauszufordern.
2012 kandidierte Karatkewitsch erfolglos bei den Parlamentswahlen.
Bei den Präsidentschaftswahlen 2015 wurde Karatkewitsch vom Oppositionsblock „Volksreferendum“, der aus den Bürgerbewegungen „Gowori prawdu“, „Sa swobodu“ („Für die Freiheit“), der liberalkonservativen Partyja BNF und Hramada bestand, ins Wahlrennen geschickt. Sie bezeichnete sich als die einzige demokratische Kandidatin des Landes. Laut der Zentralen Wahlkommission von Belarus bekam Karatkewitsch nur 4,4 Prozent der abgegebenen Stimmen und belegte hinter Lukaschenka den zweiten Platz.
Im Jahr 2020 leitete Tazzjana Karatkewitsch die Initiativgruppe, die den Co-Vorsitzenden von „Sag die Wahrheit“ Andrei Dmitriev als Kandidaten für die Präsidentschaftswahl 2020 nominierte. Im Jahr 2024 erhielt Karatkewitsch aufgrund eines politischen Artikels wegen eines „verbotenen“ Fotos in ihren sozialen Netzwerken 15 Tage Verwaltungshaft.

## Privates
Karatkewitsch ist geschieden und hat einen Sohn.